# 森岡千晴
森岡 千晴（もりおか ちはる、1991年11月8日 - ）は、高知県土佐市出身のタレント、高知県青年団協議会第29代会長、土佐市青年団長。「CHiHARU」名義でシンガーソングライターとしても活動。

## 人物
高知県土佐市出身。
高知学芸高等学校、高知大学卒業後「CHiHARU」名義でシンガーソングライターとして活動を始める。
大学在籍中より青年団活動に取り組み、2018年6月より高知県青年団協議会第29代会長に就任。
長らく活動を休止していた土佐市青年団の復活にも携わり、2018年4月に約30年ぶりの復活の立役者として団長に就任。
モットーは「まずは動く!」
高知県内の小中学校では、人権コンサートやキャリア教育の講師を務め、婚活アドバイザーとしても活動。
シンガーソングライターとしては県内各地のイベントやライブでの歌唱を行う。

## 出演番組

### 現在の出演番組

#### テレビ
- Kochi on TV（高知ケーブルテレビ）
- eye+スーパー（高知放送、2020年7月- ）- KC調査団リポーター

#### ラジオ
- らじトク!!あさからライブでハロー868（エフエムこしがや）- 毎月第3水曜日に電話出演

### 過去の出演番組

#### ラジオ
- 高知で恋しよ！県青年団プレゼンツ 明日も晴レルヤ！（エフエム高知、2019年10月 - 2020年3月）- メインパーソナリティー